# Luigi Allemandi
Luigi Allemandi (* 8. November 1903 in San Damiano Macra; † 25. September 1978 in Pietra Ligure) war ein italienischer Fußballspieler, er spielte auf der Position eines Verteidigers. 

## Karriere
Allemandi begann seine Karriere bei der AC Legnano, hier empfahl er sich durch konstant gute Leistungen für einen Serie-A-Verein. 1925 sicherte sich Juventus Turin die Dienste des Defensivspielers. Im Trikot der Bianconeri gewann er 1925/26 seinen ersten Scudetto und wurde von Nationaltrainer Vittorio Pozzo erstmals in die Nationalmannschaft berufen.
1926/27 war Allemandi in einen Bestechungsskandal verwickelt. Am letzten Spieltag kämpften der FC Turin und der FC Bologna um die Meisterschaft, hierbei trafen die Turiner auf den Lokalrivalen Juventus. Um den Titel für die Turiner zu sichern, boten einige Funktionäre des FC Turin Allemandi Geld an, damit dieser schlecht spielen sollte und der FC Turin so das Spiel für sich entscheiden könne. Allemandi ging jedoch nicht darauf ein und war bei diesem Spiel einer der Besten seiner Mannschaft, trotzdem gewann der FC Turin knapp mit 2:1. Der Bestechungsskandal flog auf, die Funktionäre des FC Turin wurden lebenslang gesperrt und dem Klub der Titel aberkannt, jedoch keiner anderen Mannschaft zugesprochen.
Zur Saison 1927/28 wechselte Allemandi zu Ambrosiana-Inter. Erneut wurde er in die Squadra Azzurra berufen, nachdem Umberto Caligaris am 11. Februar 1934 bei einem Freundschaftsspiel gegen Österreich seinen Gegenspieler Karl Zischek so frei gewähren ließ, dass dieser drei Tore erzielte. Dadurch konnte Allemandi an der Fußball-Weltmeisterschaft 1934 teilnehmen und kam bei allen fünf Partien zum Einsatz, als Italien zum ersten Mal Weltmeister wurde. 
Mit den Nerazzurri gewann Luigi Allemandi in der Saison 1929/30 seinen zweiten Scudetto. 1935/36 wechselte er zur AS Rom, wo er anfangs erneut in der Nationalelf spielte, ehe er nach insgesamt 24 Spielen durch den jungen Juve-Spieler Pietro Rava ersetzt wurde. 1937/38 spielte Allemandi in der Serie B bei der AC Venedig, nach einer Saison kehrte er in die Serie A zu Lazio Rom zurück, wo er seine Karriere ausklingen ließ.
Nach dem Zweiten Weltkrieg war Allemandi als Handelsvertreter in der kleinen Küstenstadt Pietra Ligure tätig, wo er 1978 im Alter von 74 Jahren verstarb.

## Erfolge

### Im Verein
- Italienische Meisterschaft: 1925/26 (mit Juventus Turin), 1929/30 (mit Ambrosiana-Inter)

### In der Nationalmannschaft
- Europapokal der Nationalmannschaften: 1927–1930, 1933–1935
- Weltmeister: 1934